# Elecciones al Parlamento de Galicia de 1989
Las Elecciones al Parlamento de Galicia de 1989 se celebraron el 17 de diciembre para elegir los 75 escaños de la tercera legislatura del Parlamento de Galicia. Con un censo de 2.246.455 electores, los votantes fueron 1.336.578 (59,5%) y 909.877 las abstenciones (40,5%). En estas elecciones el PP ganó con mayoría absoluta, siendo investido Presidente de la Junta de Galicia Manuel Fraga. Coalición Galega perdió buena parte de su apoyo electoral y pasó a ser una fuerza residual. Mientras que, el Bloque Nacionalista Galego inició una curva ascendente para consolidarse como la principal fuerza del nacionalismo gallego.
En 1991 Centristas de Galicia, que en principio se había presentado en coalición con el PP, se integra en este. Ese mismo año Partido Socialista Galego-Esquerda Galega se transforma en Unidade Galega.

## Contexto histórico
En las elecciones autonómicas del 24 de noviembre de 1985, la Coalición Popular (CP) del presidente de la Junta Gerardo Fernández Albor perdió por poco la mayoría absoluta obteniendo 34 de los 71 escaños del Parlamento de Galicia. Luego de dos meses y medio de incertidumbre, fue investido, durante la segunda votación, gracias a la abstención de la Coalición Galega (CG), formación centrista y nacionalista, con 11 parlamentarios.
Sin embargo, el 23 de septiembre de 1987, el portavoz del grupo socialista en el Parlamento, Fernando González Laxe, fue elegido presidente del gobierno autonómico mediante una moción de censura apoyada por Coalición Galega, que incluía a disidentes de Coalición Popular, el Partido Nacionalista Galego (PNG), disidente de CG, y el Partido Socialista Galego - Esquerda Galega (PSG-EG), aunque este último no participe en la coalición de gobierno.

## Sistema electoral
El Parlamento de Galicia es el poder legislativo descentralizado y unicameral de la comunidad autónoma de Galicia, con poder legislativo en materia autonómica tal como lo define la Constitución española de 1978 y el Estatuto de Autonomía de Galicia, así como la facultad de depositar confianza un presidente autonómico o retirársela.
La votación al Parlamento de Galicia se efectuó en base al sufragio universal, que comprendió a todos los nacionales mayores de dieciocho años, empadronados en Galicia y en pleno goce de sus derechos políticos. Los 75 parlamentarios de Galicia fueron elegidos por el método D'Hondt mediante una representación proporcional de listas cerradas, con un umbral electoral del tres por ciento de los votos válidos —que incluía el voto en blanco— en cada circunscripción. Los partidos que no alcanzaron el umbral no fueron tomadas en consideración para la distribución de escaños. Se asignaron los escaños a 4 circunscripciones, correspondientes a las provincias de La Coruña, Lugo, Orense y Pontevedra, asignándose a cada una un mínimo inicial de 10 escaños y distribuyéndose las 35 restantes en proporción a su población.
La ley electoral permitió que los partidos, federaciones, coaliciones y agrupaciones de electores inscritos en el Ministerio del Interior presentaran listas de candidatos. Los partidos y federaciones que pretendieran formar una coalición antes de una elección debían informar a la Comisión Electoral correspondiente dentro de los diez días posteriores a la convocatoria electoral, mientras que las agrupaciones de electores debían obtener la firma de al menos el uno por ciento del electorado en las circunscripciones para las cuales buscaron elección, impidiendo a los electores firmar por más de una lista de candidatos.

## Resultados
| ← Elecciones al Parlamento de Galicia de 1989 → |                                                              |                        |         |       |         |     |
| Presidente y gobierno | Partido                                                      | Candidato              | Votos   | %     | Escaños | +/- |
| - Presidente: Manuel Fraga - Gobierno: PP - Censo: 2.246.455 - Votantes: 1.336.578 (59,5%) - Abstención: 909.877 (40,5%) - Válidos: 1.325.657 - A candidatura: 1.320.372 (99,6%) - Escaños: 75 | Partido Popular (PP) a                                       | Manuel Fraga           | 583.579 | 44,20 | 38b     | +4  |
| - Presidente: Manuel Fraga - Gobierno: PP - Censo: 2.246.455 - Votantes: 1.336.578 (59,5%) - Abstención: 909.877 (40,5%) - Válidos: 1.325.657 - A candidatura: 1.320.372 (99,6%) - Escaños: 75 | Partido dos Socialistas de Galicia-PSOE (PSdG-PSOE)          | Fernando González Laxe | 433.256 | 32,81 | 28      | +6  |
| - Presidente: Manuel Fraga - Gobierno: PP - Censo: 2.246.455 - Votantes: 1.336.578 (59,5%) - Abstención: 909.877 (40,5%) - Válidos: 1.325.657 - A candidatura: 1.320.372 (99,6%) - Escaños: 75 | Bloque Nacionalista Galego (BNG)                             | Xosé Manuel Beiras     | 105.703 | 8,01  | 5       | +4  |
| - Presidente: Manuel Fraga - Gobierno: PP - Censo: 2.246.455 - Votantes: 1.336.578 (59,5%) - Abstención: 909.877 (40,5%) - Válidos: 1.325.657 - A candidatura: 1.320.372 (99,6%) - Escaños: 75 | Partido Socialista Galego-Esquerda Galega (PSG-EG)           | Camilo Nogueira Román  | 50.047  | 3,79  | 2       | -1  |
| - Presidente: Manuel Fraga - Gobierno: PP - Censo: 2.246.455 - Votantes: 1.336.578 (59,5%) - Abstención: 909.877 (40,5%) - Válidos: 1.325.657 - A candidatura: 1.320.372 (99,6%) - Escaños: 75 | Coalición Galega (CG)                                        | Xosé Luis Barreiro     | 48.208  | 3,65  | 2       | -9  |
| - Presidente: Manuel Fraga - Gobierno: PP - Censo: 2.246.455 - Votantes: 1.336.578 (59,5%) - Abstención: 909.877 (40,5%) - Válidos: 1.325.657 - A candidatura: 1.320.372 (99,6%) - Escaños: 75 | Centro Democrático y Social (CDS)                            |                        | 38.214  | 2,89  | 0       |     |
| - Presidente: Manuel Fraga - Gobierno: PP - Censo: 2.246.455 - Votantes: 1.336.578 (59,5%) - Abstención: 909.877 (40,5%) - Válidos: 1.325.657 - A candidatura: 1.320.372 (99,6%) - Escaños: 75 | Esquerda Unida (EU-IU)                                       |                        | 19.774  | 1,50  | 0       |     |
| - Presidente: Manuel Fraga - Gobierno: PP - Censo: 2.246.455 - Votantes: 1.336.578 (59,5%) - Abstención: 909.877 (40,5%) - Válidos: 1.325.657 - A candidatura: 1.320.372 (99,6%) - Escaños: 75 | Partido Nacionalista Galego-Partido Galeguista (PNG-PG)      | Pablo González Mariñas | 18.036  | 1,37  | 0       |     |
| - Presidente: Manuel Fraga - Gobierno: PP - Censo: 2.246.455 - Votantes: 1.336.578 (59,5%) - Abstención: 909.877 (40,5%) - Válidos: 1.325.657 - A candidatura: 1.320.372 (99,6%) - Escaños: 75 | Agrupación Ruiz-Mateos (ARM)                                 |                        | 7.058   | 0,53  | 0       |     |
| - Presidente: Manuel Fraga - Gobierno: PP - Censo: 2.246.455 - Votantes: 1.336.578 (59,5%) - Abstención: 909.877 (40,5%) - Válidos: 1.325.657 - A candidatura: 1.320.372 (99,6%) - Escaños: 75 | Partido Socialista dos Traballadores (PST)                   |                        | 3.724   | 0,28  | 0       |     |
| - Presidente: Manuel Fraga - Gobierno: PP - Censo: 2.246.455 - Votantes: 1.336.578 (59,5%) - Abstención: 909.877 (40,5%) - Válidos: 1.325.657 - A candidatura: 1.320.372 (99,6%) - Escaños: 75 | Os Verdes de Galicia (OVG)                                   |                        | 3.214   | 0,24  | 0       |     |
| - Presidente: Manuel Fraga - Gobierno: PP - Censo: 2.246.455 - Votantes: 1.336.578 (59,5%) - Abstención: 909.877 (40,5%) - Válidos: 1.325.657 - A candidatura: 1.320.372 (99,6%) - Escaños: 75 | Os Verdes Ecoloxistas (OVE)                                  |                        | 2.789   | 0,21  | 0       |     |
| - Presidente: Manuel Fraga - Gobierno: PP - Censo: 2.246.455 - Votantes: 1.336.578 (59,5%) - Abstención: 909.877 (40,5%) - Válidos: 1.325.657 - A candidatura: 1.320.372 (99,6%) - Escaños: 75 | Frente Popular Galega (FPG)                                  |                        | 2.629   | 0,20  | 0       |     |
| - Presidente: Manuel Fraga - Gobierno: PP - Censo: 2.246.455 - Votantes: 1.336.578 (59,5%) - Abstención: 909.877 (40,5%) - Válidos: 1.325.657 - A candidatura: 1.320.372 (99,6%) - Escaños: 75 | Partido Comunista do Povo Galego (PCPG)                      |                        | 989     | 0,07  | 0       |     |
| - Presidente: Manuel Fraga - Gobierno: PP - Censo: 2.246.455 - Votantes: 1.336.578 (59,5%) - Abstención: 909.877 (40,5%) - Válidos: 1.325.657 - A candidatura: 1.320.372 (99,6%) - Escaños: 75 | Partido Humanista (PH)                                       |                        | 748     | 0,06  | 0       |     |
| - Presidente: Manuel Fraga - Gobierno: PP - Censo: 2.246.455 - Votantes: 1.336.578 (59,5%) - Abstención: 909.877 (40,5%) - Válidos: 1.325.657 - A candidatura: 1.320.372 (99,6%) - Escaños: 75 | Partido Galicia Unida (GU)                                   |                        | 746     | 0,06  | 0       |     |
| - Presidente: Manuel Fraga - Gobierno: PP - Censo: 2.246.455 - Votantes: 1.336.578 (59,5%) - Abstención: 909.877 (40,5%) - Válidos: 1.325.657 - A candidatura: 1.320.372 (99,6%) - Escaños: 75 | Falange Española de las JONS (FE-JONS)                       |                        | 691     | 0,05  | 0       |     |
| - Presidente: Manuel Fraga - Gobierno: PP - Censo: 2.246.455 - Votantes: 1.336.578 (59,5%) - Abstención: 909.877 (40,5%) - Válidos: 1.325.657 - A candidatura: 1.320.372 (99,6%) - Escaños: 75 | Partido Comunista de España (marxista-leninista) (PCE (m-l)) |                        | 530     | 0,04  | 0       |     |
| - Presidente: Manuel Fraga - Gobierno: PP - Censo: 2.246.455 - Votantes: 1.336.578 (59,5%) - Abstención: 909.877 (40,5%) - Válidos: 1.325.657 - A candidatura: 1.320.372 (99,6%) - Escaños: 75 | Alianza por la República (APR)                               |                        | 437     | 0,03  | 0       |     |
| - Presidente: Manuel Fraga - Gobierno: PP - Censo: 2.246.455 - Votantes: 1.336.578 (59,5%) - Abstención: 909.877 (40,5%) - Válidos: 1.325.657 - A candidatura: 1.320.372 (99,6%) - Escaños: 75 | En blanco                                                    |                        | 5.285   | N/A   | N/A     | N/A |
| - Presidente: Manuel Fraga - Gobierno: PP - Censo: 2.246.455 - Votantes: 1.336.578 (59,5%) - Abstención: 909.877 (40,5%) - Válidos: 1.325.657 - A candidatura: 1.320.372 (99,6%) - Escaños: 75 | Nulos                                                        |                        | 10.921  | N/A   | N/A     | N/A |

a Más Centristas de Galicia, que finalmente se integrará en el PP en 1991.

b De ellos 34 de PP y 4 de CdG.

### Resultados provincia de La Coruña
- Censo: 883.177
  - Votantes: 523.527
  - Abstenciones: 359.650
    - Votos en blanco: 2.214
    - Votos nulos: 5.801

| Partido                                                      | Votos   | %     | Escaños | +/- |
| ------------------------------------------------------------ | ------- | ----- | ------- | --- |
| Partido Popular (PP)                                         | 211.847 | 41,09 | 11      | +1  |
| Partido dos Socialistas de Galicia-PSOE (PSdG-PSOE)          | 182.970 | 35,49 | 10      | +2  |
| Bloque Nacionalista Galego (BNG)                             | 48.257  | 9,36  | 2       | +1  |
| Partido Socialista Galego-Esquerda Galega (PSG-EG)           | 21.438  | 4,16  | 1       | =   |
| Centro Democrático y Social (CDS)                            | 15.586  | 3,02  | 0       |     |
| Esquerda Unida (EU-IU)                                       | 10.033  | 1,95  | 0       |     |
| Coalición Galega (CG)                                        | 8.262   | 1,60  | 0       | -2  |
| Partido Nacionalista Galego-Partido Galeguista (PNG-PG)      | 7.144   | 1,39  | 0       |     |
| Agrupación Ruiz-Mateos (ARM)                                 | 2.898   | 0,56  | 0       |     |
| Partido Socialista dos Traballadores (PST)                   | 1.697   | 0,33  | 0       |     |
| Os Verdes de Galicia (OVG)                                   | 1.551   | 0,3   | 0       |     |
| Os Verdes Ecoloxistas (OVE)                                  | 1.148   | 0,22  | 0       |     |
| Frente Popular Galega (FPG)                                  | 824     | 0,16  | 0       |     |
| Partido Galicia Unida (GU)                                   | 576     | 0,11  | 0       |     |
| Partido Comunista do Povo Galego (PCPG)                      | 497     | 0,1   | 0       |     |
| Falange Española de las JONS (FE-JONS)                       | 296     | 0,06  | 0       |     |
| Partido Humanista (PH)                                       | 263     | 0,05  | 0       |     |
| Partido Comunista de España (marxista-leninista) (PCE (m-l)) | 225     | 0,04  | 0       |     |

### Resultados provincia de Lugo
- Censo: 335.256
  - Votantes: 211.595
  - Abstenciones: 123.661
    - Votos en blanco: 701
    - Votos nulos: 1.235

| Partido                                                      | Votos   | %     | Escaños | +/- |
| ------------------------------------------------------------ | ------- | ----- | ------- | --- |
| Partido Popular (PP)                                         | 101.146 | 48,24 | 8       | =   |
| Partido dos Socialistas de Galicia-PSOE (PSdG-PSOE)          | 65.058  | 31,03 | 5       | +1  |
| Coalición Galega (CG)                                        | 15.250  | 7,27  | 1       | -2  |
| Bloque Nacionalista Galego (BNG)                             | 13.902  | 6,63  | 1       | +1  |
| Centro Democrático y Social (CDS)                            | 5.499   | 2,62  | 0       |     |
| Partido Socialista Galego-Esquerda Galega (PSG-EG)           | 3.587   | 1,71  | 0       |     |
| Esquerda Unida (EU-IU)                                       | 1.605   | 0,77  | 0       |     |
| Partido Nacionalista Galego-Partido Galeguista (PNG-PG)      | 1.241   | 0,59  | 0       |     |
| Agrupación Ruiz-Mateos (ARM)                                 | 685     | 0,33  | 0       |     |
| Os Verdes de Galicia (OVG)                                   | 571     | 0,27  | 0       |     |
| Partido Socialista dos Traballadores (PST)                   | 274     | 0,13  | 0       |     |
| Os Verdes Ecoloxistas (OVE)                                  | 251     | 0,12  | 0       |     |
| Partido Galicia Unida (GU)                                   | 170     | 0,08  | 0       |     |
| Frente Popular Galega (FPG)                                  | 164     | 0,08  | 0       |     |
| Partido Comunista de España (marxista-leninista) (PCE (m-l)) | 77      | 0,04  | 0       |     |
| Alianza por la República (APR)                               | 72      | 0,03  | 0       |     |
| Falange Española de las JONS (FE-JONS)                       | 63      | 0,03  | 0       |     |
| Partido Humanista (PH)                                       | 44      | 0,02  | 0       |     |

### Resultados provincia de Orense
- Censo: 343.814
  - Votantes: 186.432
  - Abstenciones: 157.382
    - Votos en blanco: 547
    - Votos nulos: 1.321

| Partido                                                      | Votos  | %     | Escaños | +/- |
| ------------------------------------------------------------ | ------ | ----- | ------- | --- |
| Partido Popular (PP)                                         | 81.563 | 44,19 | 8       | +1  |
| Partido dos Socialistas de Galicia-PSOE (PSdG-PSOE)          | 60.712 | 32,89 | 6       | +2  |
| Coalición Galega (CG)                                        | 11.827 | 6,41  | 1       | -3  |
| Bloque Nacionalista Galego (BNG)                             | 10.086 | 5,46  | 0       |     |
| Centro Democrático y Social (CDS)                            | 6.349  | 3,44  | 0       |     |
| Partido Nacionalista Galego-Partido Galeguista (PNG-PG)      | 5.564  | 3,01  | 0       |     |
| Partido Socialista Galego-Esquerda Galega (PSG-EG)           | 3.881  | 2,1   | 0       |     |
| Agrupación Ruiz-Mateos (ARM)                                 | 1.555  | 0,84  | 0       |     |
| Esquerda Unida (EU-IU)                                       | 1.533  | 0,83  | 0       |     |
| Frente Popular Galega (FPG)                                  | 435    | 0,24  | 0       |     |
| Partido Socialista dos Traballadores (PST)                   | 357    | 0,19  | 0       |     |
| Os Verdes Ecoloxistas (OVE)                                  | 340    | 0,18  | 0       |     |
| Alianza por la República (APR)                               | 126    | 0,07  | 0       |     |
| Partido Humanista (PH)                                       | 91     | 0,05  | 0       |     |
| Partido Comunista de España (marxista-leninista) (PCE (m-l)) | 73     | 0,04  | 0       |     |
| Falange Española de las JONS (FE-JONS)                       | 72     | 0,04  | 0       |     |

### Resultados provincia de Pontevedra
- Censo: 684.208
  - Votantes: 415.024
  - Abstenciones: 269.184
    - Votos en blanco: 1.823
    - Votos nulos: 2.564

| Partido                                                      | Votos   | %     | Escaños | +/- |
| ------------------------------------------------------------ | ------- | ----- | ------- | --- |
| Partido Popular (PP)                                         | 189.023 | 46,03 | 11      | +2  |
| Partido dos Socialistas de Galicia-PSOE (PSdG-PSOE)          | 124.516 | 30,32 | 7       | +1  |
| Bloque Nacionalista Galego (BNG)                             | 33.458  | 8,15  | 2       | +2  |
| Partido Socialista Galego-Esquerda Galega (PSG-EG)           | 21.141  | 5,15  | 1       | -1  |
| Coalición Galega (CG)                                        | 12.869  | 3,13  | 0       | -2  |
| Centro Democrático y Social (CDS)                            | 10.780  | 2,63  | 0       |     |
| Esquerda Unida (EU-IU)                                       | 6.603   | 1,61  | 0       |     |
| Partido Nacionalista Galego-Partido Galeguista (PNG-PG)      | 4.087   | 1,00  | 0       |     |
| Agrupación Ruiz-Mateos (ARM)                                 | 1.920   | 0,47  | 0       |     |
| Partido Socialista dos Traballadores (PST)                   | 1.396   | 0,34  | 0       |     |
| Frente Popular Galega (FPG)                                  | 1.206   | 0,29  | 0       |     |
| Os Verdes de Galicia (OVG)                                   | 1.092   | 0,27  | 0       |     |
| Os Verdes Ecoloxistas (OVE)                                  | 1.050   | 0,26  | 0       |     |
| Partido Comunista do Povo Galego (PCPG)                      | 492     | 0,12  | 0       |     |
| Partido Humanista (PH)                                       | 350     | 0,09  | 0       |     |
| Falange Española de las JONS (FE-JONS)                       | 260     | 0,06  | 0       |     |
| Alianza por la República (APR)                               | 239     | 0,06  | 0       |     |
| Partido Comunista de España (marxista-leninista) (PCE (m-l)) | 155     | 0,04  | 0       |     |

## Análisis de los resultados
Aunque el Partido de los Socialistas de Galicia-PSOE firma la progresión más fuerte de esta elección, y saca su mejor resultado en la historia de Galicia, no logra evitar que el Partido Popular de Galicia, que confirma claramente su condición de primer partido gallego y que cambió candidato tras dos elecciones bajo el liderazgo de Gerardo Fernández Albor, obtenga por estrecho margen la mayoría absoluta de escaños, una novedad para un partido solo en la comunidad autónoma.
Si bien el nacionalismo gallego pierde un tercio de sus representantes, la mitad de ellos pasan a ser propiedad del Bloque Nacionalista Galego, que ni participó ni apoyó el gobierno de coalición del socialista Fernando González Laxe.

## Parlamentarios electos

### Por elPPdeG
- Manuel Fraga Iribarne
- Victorino Núñez Rodríguez
- José Luis Alonso Riego
- Daniel Barata Quintas
- Roberto Castro García
- Gerardo Jesús Conde Roa
- José Cuíña Crespo
- José Manuel Chapela Seijo. Baja el 17-6-1991. Sustituido por Cristina Callejo Rey.
- Juan Miguel Diz Guedes
- Segundo Manuel Durán Casais
- Pablo Egerique Martínez
- Juan José Fernández García
- José Antonio Cesáreo Franco Cerdeira
- José María García Leira
- José García Pardo
- Juan Antonio García Torrado
- Fernando González Suárez
- José María Hernández Cochón. Baja el 16-6-1991. Sustituido por Antonio Concheiro Coello.
- Tomás Jesús Iribarren Fernández-Rogina
- José Lage Lage
- Manuela López Besteiro
- José María López Noceda
- María Elisa Madarro González
- Manuel Martínez Garrido
- Aurelio Domingo Miras Portugal
- Jesús Carlos Palmou Lorenzo
- Pilar Pedrosa González de Castejón
- José Serafín Pena Souto
- Fernando Alfredo Pensado Barbeira
- Manuel Pérez Álvarez
- Tomás Pérez Vidal
- Nazario Pin Fernández
- Fernando Carlos Rodríguez Pérez
- José Luis Ramón Torres Colomer. Baja el 17-6-1991. Sustituido por Jesús María Fernández Rosende.
- Guadalupe Varela Coello
- Manuel Varela Rey. Baja el 17-6-1991. Sustituido por Jaime Alberto Pita Varela.
- Víctor Manuel Vázquez Portomeñe
- José Manuel Vila Pérez

### Por elPSdeG
- Fernando Ignacio González Laxe
- María Antonia Álvarez Yáñez
- José Carlos Baños Márquez
- Miguel Barros Puente. Baja el 14-10-1992. Sustituido por María Carmen Álvarez Fortes.
- Ramón Félix Blanco Gómez
- Bonifacio Borreiros Fernández
- Antonio Carro Fernández-Valmayor
- Alfredo Conde Cid
- Miguel Ángel Cortizo Nieto
- Manuel Ceferino Díaz Díaz
- Miguel Fidalgo Areda. Baja el 27-5-1992. Sustituido por Otilia Docampo Estévez.
- Antonio Edelmiro Gato Soengas
- José Giráldez Maneiro
- Carlos Alberto González Príncipe. Baja el 17-6-1991. Sustituido por Pedro Borrajo Rivas.
- Pedro Manuel Mariño Campos
- Miguel José Martínez Losada
- Rosa María Miguelez Ramos
- José Federico Nogueira Fernández
- María José Porteiro García
- Ismael Rego González
- Francisco Rodríguez Fernández
- María Margarita Rodríguez Otero
- José Luis Rodríguez Pardo
- Juan Fernando Salgado García
- Antolín Sánchez Presedo
- Francisco Sineiro García
- Roberto Jesús Taboada Rivadulla
- José Antonio Ventoso Mariño

### Por elBNG
- Xosé Manuel Beiras Torrado
- Bautista Álvarez
- María Pilar García Negro
- Alberte Xulio Rodríguez Feijoo
- Francisco Trigo Durán

### Por elPartido Socialista Galego-Esquerda Galega
- Camilo Nogueira Román
- Xan López Facal. Baja el 24-9-1991. Sustituido por Domingos Merino.

### PorCoalición Galega
- Santos Oujo Bello
- Cándido Sánchez Castiñeiras

## Investidura del Presidente de la Junta de Galicia
| Candidato                     | Fecha                                                   | Voto       |    |    |   |   |   | Total |
| ----------------------------- | ------------------------------------------------------- | ---------- | -- | -- | - | - | - | ----- |
| Manuel Fraga Iribarne (PPdeG) | 31 de enero de 1990 Mayoría requerida: Absoluta (38/75) | Sí         | 38 |    |   |   |   | 38/75 |
| Manuel Fraga Iribarne (PPdeG) | 31 de enero de 1990 Mayoría requerida: Absoluta (38/75) | No         |    | 28 | 5 | 2 | 2 | 37/75 |
| Manuel Fraga Iribarne (PPdeG) | 31 de enero de 1990 Mayoría requerida: Absoluta (38/75) | Abstención |    |    |   |   |   | 0/75  |